# Bo Hugemark
Bo Hugo Hugemark, född den 18 december 1936 i Karlstads församling i Värmlands län, är en svensk militär och militärhistoriker.

## Militär karriär
Hugemark tog studentexamen 1955, officersexamen vid Kungliga Krigsskolan 1958 och blev samma år fänrik vid Värmlands regemente (I 2). Han gick 1966–1968 stabskursen vid Militärhögskolan (MHS), blev 1970 kapten i generalstabskåren och var 1970–1973 detaljchef vid Försvarsstaben, 1972 befordrad till major. Åren 1973–1974 var han kompanichef vid I 2, 1974 lärare i taktik vid MHS och 1975–1981 lärare i strategi där, efter att 1975 ha blivit befordrad till överstelöjtnant. Han genomgick 1979 Försvarshögskolan, tjänstgjorde 1981–1982 vid Arméstaben och var 1982–1984 bataljonschef vid I 2. Åren 1984–1993 var han chef för Militärhistoriska avdelningen vid MHS, 1985 utnämnd till överste.

## Skriftställarskap och uppdrag
Sedan 1993 är Hugemark konsult, författare och föreläsare inom säkerhetspolitik, försvarspolitik, militärhistoria och militär strategi inom egna företaget War & Peace AB. Han har skrivit ett mycket stort antal artiklar i tidskrifter och böcker inom dessa ämnen samt inom militärhistoria och han har varit redaktör för ett flertal böcker. Hugemark är en av författarna bakom pseudonymen Harry Winter som skrev bland annat Operation Garbo.
Bo Hugemark invaldes 1981 som ledamot av Kungliga Krigsvetenskapsakademien. Åren 1985–1993 var han akademiens andre sekreterare och 1993–2007 var han redaktör för Kungl. Krigsvetenskapsakademiens handlingar och tidskrift. Åren 1993–2007 var han också redaktör för Allmänna försvarsföreningens tidskrift Vårt försvar. År 1981 invaldes han som korresponderande ledamot av Kungliga Örlogsmannasällskapet. Åren 1998–2006 var han ordförande i Svenska Atlantkommittén. Han är ledamot av Utrikespolitiska samfundet och International Institute for Strategic Studies.